# کون‌مینگ ۳۶۵۰
سیارک ۳۶۵۰ (به انگلیسی: 3650 Kunming، نامگذاری:1978UO2) سه هزار و ششصد و پنجاهمین سیارک کشف شده‌است که در ۳۰ اکتبر ۱۹۷۸ کشف شد.
قدر مطلق سیارک برابر ۱۱٫۹۰ است.